# کارل رنر
کارل رنر (آلمانی: Karl Renner; زاده ۱۴ دسامبر ۱۸۷۰ – درگذشته ۳۱ دسامبر ۱۹۵۰) یک سیاست‌مدار اهل اتریش بود. او اغلب به عنوان «پدر جمهوری‌ها» شناخته می‌شود، زیرا او رهبری اولین دولت جمهوری آلمان-اتریش و  جمهوری نخست اتریش را در سال‌های ۱۹۱۹ و ۱۹۲۰ بر عهده داشت و بار دیگر پس از سقوط آلمان نازی در سال ۱۹۴۵، در تأسیس جمهوری دوم کنونی نقش تعیین‌کننده‌ای داشت و اولین رئیس جمهور آن پس از جنگ جهانی دوم شد.